# Michaela Rajnochová
Michaela Rajnochová (* 30. Mai 1997) ist eine ehemalige tschechische Skispringerin.

## Werdegang
Michaela Rajnochová trat im Februar 2011 bei einem Continental Cup im polnischen Zakopane erstmals bei einem internationalen Springen auf. Anfang 2013 gab sie ihr Debüt im Weltcup, wo sie bislang noch keine Punkte erreichen konnte. Bei der Junioren-WM im tschechischen Liberec verpasste Rajnochová als 31. den Finaldurchgang im Einzelspringen und belegte im Teamwettkampf Rang sieben.
Gemeinsam mit Barbora Blažková, Natálie Dejmková und Karolína Indráčková gewann sie beim Europäischen Olympischen Winter-Jugendfestival 2013 in auf der Trambulina Valea Cărbunării in Râșnov die Goldmedaille.
Im September 2014 belegte Rajnochová beim Grand Prix in Almaty die Plätze 28 und 26, womit sie sich als 28. in die Gesamtwertung einordnete.
Zuletzt trat sie 2018 international an.

## Erfolge

### Grand-Prix-Platzierungen
| Saison | Platz | Punkte |
| ------ | ----- | ------ |
| 2014   | 28.   | 08     |

### Continental-Cup-Platzierungen
| Saison  | Platz | Punkte |
| ------- | ----- | ------ |
| 2011/12 | 57.   | 13     |
| 2012/13 | 33.   | 04     |
| 2015/16 | 56.   | 06     |